# Vysoký Újezd (zámek)
Vysoký Újezd je zámek ve stejnojmenné vesnici v okrese Beroun ve Středočeském kraji. Vznikl v osmnáctém století přestavbou starší tvrze, ale dochovaná novorenesanční podoba je výsledkem úprav z roku 1897. Zámek je spolu s hospodářskými budovami a přilehlým parkem chráněn jako kulturní památka.

## Historie

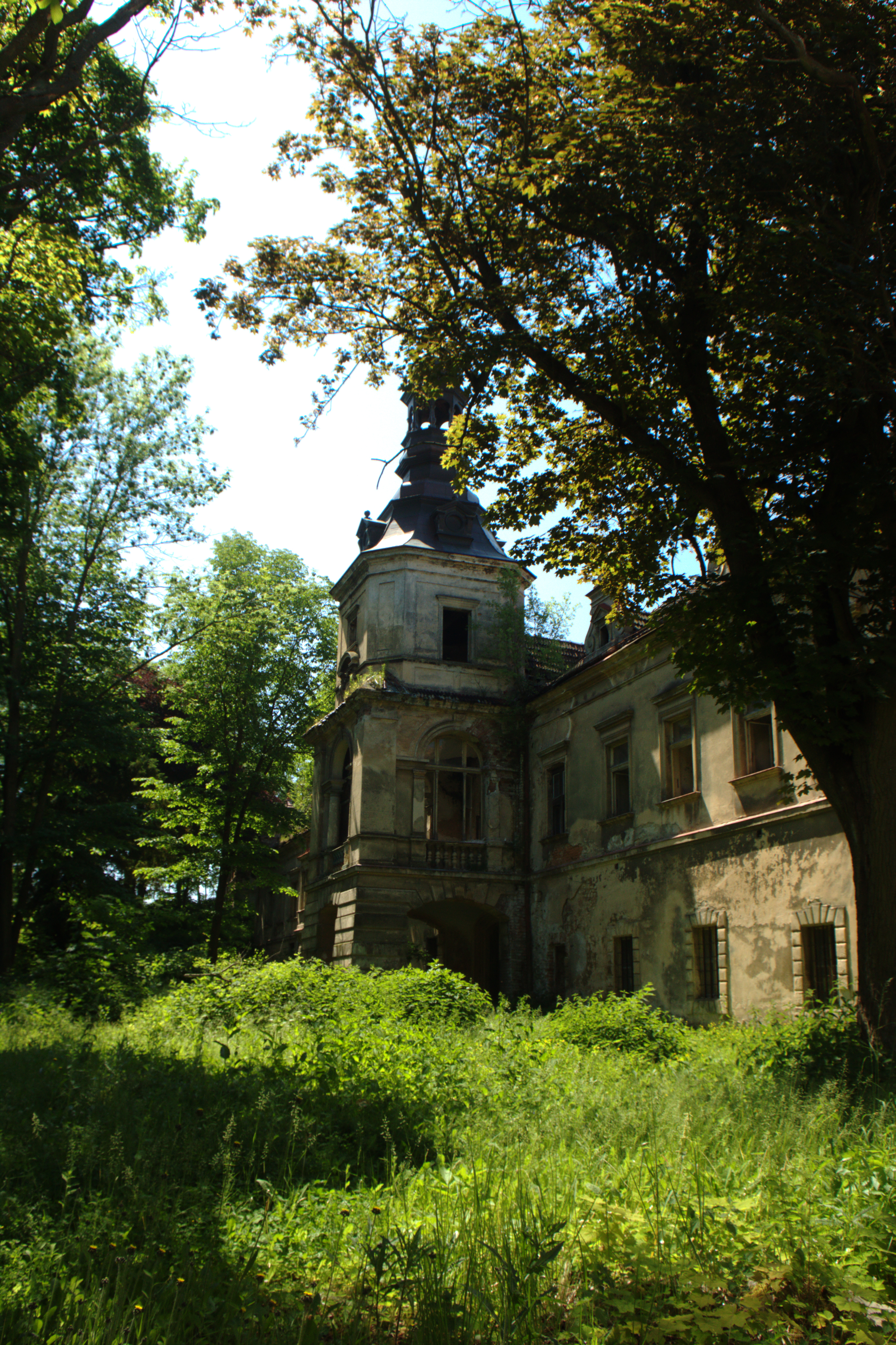
Věž

Vesnice Vysoký Újezd patřila od roku 1409 Strahovskému klášteru, který ji zastavil Rousovi z Hřešihlav. Jeho potomci ji vlastnili až do roku 1454. Někdy potom klášter vesnici ze zástavy vyplatil a v roce 1581 ji prodal Jakubu Berkovi z Kunvaldu. Nejspíš on založil zdejší tvrz, která je prvně zmiňována v roce 1598, kdy ji od Jakuba Berky i s vesnicí a dvorem koupil nejvyšší dvorský poštmistr Jiřík Pichl z Pichlperka na Chrustenicích. Jeho syn Rudolf statek roku 1616 prodal Johaně Kateřině ze Skuhrova. Dalším majitelem se v roce 1622 stal rada nad apelacemi Jan Mencl z Kolsdorfu, po něm Daniel Nečanský z Minic a od něj zadlužený statek roku 1682 koupila Marie Markéta Slavatová z Trautsonu.
V roce 1693 Vysoký Újezd koupil hrabě František Josef Šlik. Šlikové brzy starou tvrz přestavěli na zámek, u něhož bývala kaple svatého Jana. Zámek jim patřil až do roku 1763 a další majitelé se často střídali. Jeden z nich nechal zámek v roce 1897 upravit v novorenesančním slohu. Ve druhé polovině dvacátého století budovu využívalo Jednotné zemědělské družstvo Československo-sovětského přátelství Mořina, které v ní mělo kanceláře, byty a jídelnu. V letech 2018–2020 proběhla celková rekonstrukce zámku a jeho úprava na hotel.

## Stavební podoba
Hlavní zámecká budova je protáhlá s nepravidelným půdorysem. K návsi přiléhá štítovým průčelím. Směrem do dvora vybíhá mohutný rizalit s hlavním vstupem a u protější východní strany budovy stojí věž zakončená lucernou. V interiéru bývaly podle Augusta Sedláčka síň, světnice, kuchyně zaklenutá valenou klenbou, spižírna, konírna a sýpka. Prvním patrem vedla chodba, ze které se vstupovalo do pěti světnic a velkého sálu. V podkroví se nacházely dvě malé světnice. Ozdobné prvky na fasádě pochází z novorenesanční přestavby. Patří k nim různé vikýře, bohatě profilovaná podstřešní římsa, kordonová římsa a profilované šambrány kolem oken.
K památkově chráněnému areálu patří sloupový altán u jižního průčelí zámku, hospodářské budovy okolo dvora (sýpka s lednicí, stodola, chlévy), dům šafáře, přilehlý park a ohradní zeď se třemi branami, ve kterých se dochovaly historizující mříže.